# Lamprocryptidea sancta
Lamprocryptidea sancta är en stekelart som först beskrevs av Dalla Torre 1902.  Lamprocryptidea sancta ingår i släktet Lamprocryptidea och familjen brokparasitsteklar. Inga underarter finns listade i Catalogue of Life.